# Det som engang var
| Recensione     | Giudizio |
| -------------- | -------- |
| AllMusic       | [ 1 ]    |
| Piero Scaruffi | [ 2 ]    |
| Metallized.it  | 85/100   |
| Sputnikmusic   | [ 4 ]    |

Det som engang var è il secondo album di Burzum pubblicato nell'agosto 1993. Venne registrato nell'aprile 1992 e originariamente distribuito attraverso l'etichetta personale di Varg Vikernes, la Cymophane Productions, in 950 copie (più tardi ristampato dalla Misanthropy Records).

## Il disco
Varg Vikernes registrò i primi quattro album del progetto Burzum tra il gennaio 1992 e il marzo 1993 presso i Grieghallen Studios di Bergen. Tuttavia, la pubblicazione dei vari lavori fu diluita nel tempo, con molti mesi trascorsi tra l'incisione e l'effettiva uscita di ciascun album.
Il titolo provvisorio dell'album era På svarte troner ma venne cambiato poco prima della pubblicazione. Il titolo (in italiano significa: "Ciò che un tempo fu") ha lo stesso nome di una canzone che verrà pubblicata nel successivo Hvis lyset tar oss,  curiosamente con una grafia diversa (Det som en gang var) che invece vuol dire: "C'era una volta" . Le tracce Key to the gate e Snu mikrokosmos tegn sono state successivamente ri-registrate da Vikernes per l'inclusione nella raccolta From the Depths of Darkness del 2009.

### Stile musicale e testi
Lo stesso Vikernes giudica l'album migliore del debutto anche se i due dischi sono molto simili; perché egli compose le tracce di entrambi gli album contemporaneamente, e in un certo senso secondo lui, Det som engang var può essere definito la seconda parte dell'album di debutto. Vikernes aggiunse che è il più pesante e più strano dei suoi album.
Björn Springorum della rivista Metalglory, tuttavia, ritiene che "Varg abbia fatto salire di livello il suo progetto Burzum, partendo dal burbero debutto allo "spuntino" altrettanto assurdo costituito da Aske, arrivando a un livello molto più compiuto e trascendente, motivo per cui Det som engang var significa il passaggio da un Black Metal relativamente originale a ritmi meditativi e tentacolari e all'evocazione di atmosfere disperate".
Sebbene Vikernes abbia mostrato un forte interesse per Tolkien, esiste solo un collegamento diretto con le sue opere in Det som engang var con la terza canzone En Ring til å herske ("un anello per dominarli"). Il titolo si basa sull'iscrizione nell'anello di Sauron ne Il Signore degli Anelli. Più tardi Vikernes dichiarò, tuttavia, che la canzone parlava dei popoli germanici e dell'anello Draupnir di Odino. Egli sottolineò anche come vi siano spesso elementi di mitologia norrena nelle opere di Tolkien.
In Lost Wisdom, Vikernes fa riferimento a livelli di realtà oltre il livello percepibile. Tuttavia, questi livelli di conoscenza sarebbero negati dalla "chiesa cattolica cieca" perché non sono parola di Dio. Per Vikernes il Dio degli ebrei e dei cristiani, brucia la conoscenza, escludendo l'uomo da essa.
Nella traccia Snu mikrokosmos tegn, l'autore lamenta lo stato del suo ambiente, della foresta, in cui non c'è pericolo e non si trovano più orsi, lupi o troll, e non si respira nulla. Egli annuncia di fare escursioni di notte fino a quando non se ne andrà all'inferno. L'album si chiude con il pezzo strumentale Svarte troner.

### Copertina
La copertina dell'album è ispirata ad un modulo di Advanced Dungeons & Dragons (prima edizione) chiamato Il tempio del Male Elementale. L'illustrazione di copertina è opera di Jannicke Wiese-Hansen, che si era occupata di disegnare anche la copertina del primo album di Burzum.

## Pubblicazione
Il disco uscì in diversi formati: CD limitato per Cymophane; CD digipack per Misantrophy; LP limitato a 1000 copie per Misantrophy con allegato il poster della copertina; LP limitato a 1000 copie ristampato nel 2005 per la Back on Black. La Cymophane Productions, era stata creata da Vikernes quando decise di abbandonare la Deathlike Silence Productions di Euronymous. Anche se i due erano ancora amici all'epoca, quando Det som engang var fu pubblicato, avevano chiuso malamente i rapporti per vari dissidi di carattere finanziario e ideologico. Il 10 agosto 1993, Vikernes accoltellò a morte Euronymous fuori dal suo appartamento di Oslo. Fu arrestato qualche giorno dopo e, nel maggio 1994, condannato a 21 anni di carcere per l'omicidio e per i roghi delle chiese.
Det som engang var è stato ristampato nel 1994 dalla Misanthropy Records, in due formati: CD e LP. Una successiva ristampa è arrivata nel 2010 per la Byelobog Productions.

## Tracce
1. Den onde kysten – 2:20
2. Key to the Gate – 5:14
3. En Ring til å herske – 7:10
4. Lost Wisdom – 4:38
5. Han som reiste – 4:51
6. Når himmelen klarner – 3:50
7. Snu mikrokosmos tegn – 9:36
8. Svarte troner – 2:16

Durata totale: 39:55

## Formazione
- Count Grishnackh: voce, chitarra, tastiera, batteria, basso, gong, produzione
- Euronymous – gong (traccia 1)
- Pytten – produzione